# Lista de primeiros-ministros da Ucrânia
O primeiro-ministro da Ucrânia (Ucraniano: Прем'єр-міністр України) preside o Conselho de Ministros da Ucrânia, o qual é corpo mais importante do poder executivo do governo da Ucrânia.

## Lista de primeiros-ministros da Ucrânia (desde 1990)
|    | Nome                  | Início do mandato       | Fim do mandato          | Observações                         |
| -- | --------------------- | ----------------------- | ----------------------- | ----------------------------------- |
| 1  | Vitold Fokin          | 23 de outubro de 1990   | 2 de outubro de 1992    | interino até 14 de novembro de 1990 |
| -  | Valentyn Symonenko    | 2 de outubro de 1992    | 13 de outubro de 1992   | interino                            |
| 2  | Leonid Kutchma        | 13 de outubro de 1992   | 22 de setembro de 1993  |                                     |
| -  | Yukhym Zvyahilsky     | 22 de setembro de 1993  | 16 de junho de 1994     | interino                            |
| 3  | Vitaliy Masol         | 16 de junho de 1994     | 1 de março de 1995      |                                     |
| 4  | Yevhen Marchuk        | 1 de março de 1995      | 28 de maio de 1996      | interino até 8 de junho de 1995     |
| 5  | Pavlo Lazarenko       | 28 de maio de 1996      | 2 de julho de 1997      |                                     |
| -  | Vasyl Durdynets       | 2 de julho de 1997      | 30 de julho de 1997     |                                     |
| 6  | Valeriy Pustovoitenko | 30 de julho de 1997     | 22 de dezembro de 1999  |                                     |
| 7  | Viktor Yushchenko     | 22 de dezembro de 1999  | 29 de maio de 2001      |                                     |
| 8  | Anatoly Kinakh        | 29 de maio de 2001      | 21 de novembro de 2002  |                                     |
| 9  | Víktor Yanukóvych     | 21 de novembro de 2002  | 5 de janeiro de 2005    | primeiro mandato                    |
| -  | Mykola Azarov         | 7 de dezembro de 2004   | 28 de dezembro de 2004  | interino em nome de Yanukovych      |
| -  | Mykola Azarov         | 5 de janeiro de 2005    | 24 de janeiro de 2005   | interino                            |
| 10 | Iúlia Timochenko      | 24 de janeiro de 2005   | 8 de setembro de 2005   |                                     |
| 11 | Yuri Yejanurov        | 8 de setembro de 2005   | 4 de agosto de 2006     | interino até 22 de setembro de 2005 |
| 12 | Víktor Yanukóvych     | 4 de agosto de 2006     | 18 de dezembro de 2007  | segundo mandato                     |
| 13 | Iúlia Timochenko      | 18 de dezembro de 2007  | 4 de março de 2010      |                                     |
| -  | Oleksandr Turchynov   | 4 de março de 2010      | 11 de março de 2010     | interino                            |
| 14 | Mykola Azarov         | 11 de março de 2010     | 28 de janeiro de 2014   |                                     |
| -  | Serhiy Arbuzov        | 28 de janeiro de 2014   | 22 de fevereiro de 2014 | interino                            |
| -  | Oleksandr Turchynov   | 22 de fevereiro de 2014 | 27 de fevereiro de 2014 | interino                            |
| 15 | Arseniy Yatsenyuk     | 27 de fevereiro de 2014 | 14 de abril de 2016     |                                     |
| 16 | Volodymyr Groysman    | 14 de abril de 2016     | 29 de agosto de 2019    |                                     |
| 17 | Oleksiy Honcharuk     | 29 de agosto de 2019    | 4 de março de 2020      |                                     |
| 18 | Denys Shmyhal         | 4 de março de 2020      | 17 de julho de 2025     |                                     |
| 19 | Yulia Svyrydenko      | 17 de julho de 2025     | atualmente              |                                     |